# Tephrina capulata
Tephrina capulata là một loài bướm đêm trong họ Geometridae.